# Alex Lys
Alex Lys (bürgerlich Alexander Knolle) ist ein deutscher Sänger, Songwriter und Musikproduzent.

## Leben
Geboren und aufgewachsen ist Knolle in Braunschweig. Mit seiner Band Alex Knolle gehörte er 2010 zu den acht Finalisten des Nachwuchswettbewerbs SchoolJam. Im Jahr 2018 produzierte er mit Unterstützung von Dirk Riegner das Album Confessions & Doubts von Peter Heppner. 2021 erschien die Single Immer wenn der Sommer kommt als erste Soloveröffentlichung unter dem Künstlernamen Alex Lys. Das Debütalbum Novemberkind wurde 2023 über Polydor veröffentlicht.

## Diskografie

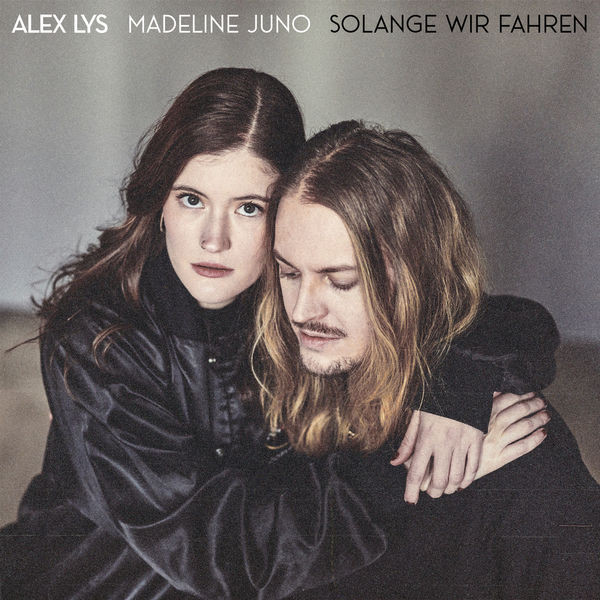
Frontcover zu Solange wir fahren

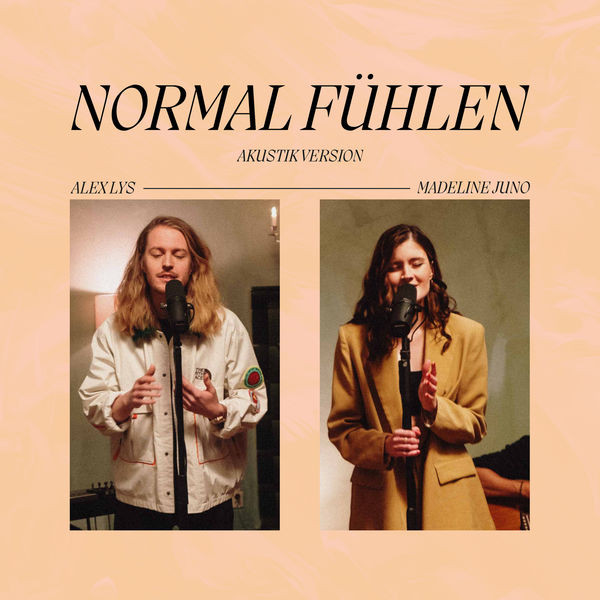
Frontcover zu Normal fühlen

### Studioalben
- 2023: Novemberkind (Polydor)

### Singles
- 2021: Immer wenn der Sommer kommt
- 2021: Diese eine Melodie
- 2021: Bauchweh x Bauchkribbeln
- 2022: Solange wir fahren (feat. Madeline Juno)
- 2022: Durchsichtig
- 2022: Normal fühlen (Akustik Version) (Madeline Juno feat. Alex Lys)
- 2022: Scherben (feat. Fabian Römer & Greta)
- 2022: Mut
- 2023: Denkmal (Yecca feat. Alex Lys)
- 2023: Wie Wir Alle
- 2023: Einzelkämpfer

### Autorenbeteiligungen und Produktionen
Alex Lys als Autor (A) und Produzent (P) in den Charts

| Jahr | Titel Interpretation                       | Höchstplatzierung, Gesamtwochen, AuszeichnungChartplatzierungen (Jahr, Titel, Interpretation, Platzierungen, Wochen, Auszeichnungen, Anmerkungen) | Höchstplatzierung, Gesamtwochen, AuszeichnungChartplatzierungen (Jahr, Titel, Interpretation, Platzierungen, Wochen, Auszeichnungen, Anmerkungen) | Höchstplatzierung, Gesamtwochen, AuszeichnungChartplatzierungen (Jahr, Titel, Interpretation, Platzierungen, Wochen, Auszeichnungen, Anmerkungen) | Anmerkungen                                                  |
| Jahr | Titel Interpretation                       | DE | AT | CH | Anmerkungen                                                  |
| ---- | ------------------------------------------ | --- | --- | --- | ------------------------------------------------------------ |
| 2017 | Leiser A Lea                               | DE13 Platin · (29 Wo.)DE | AT41 (7 Wo.)AT | CH36 (3 Wo.)CH | Erstveröffentlichung: 15. September 2017 Verkäufe: + 400.000 |
| 2018 | Like a Lion A Mark Forster feat. Gentleman | DE38 (5 Wo.)DE | — | CH64 (1 Wo.)CH | Erstveröffentlichung: 13. April 2018                         |
| 2018 | Der Sonne entgegen A Ben Zucker            | DE99 (1 Wo.)DE | — | — | Erstveröffentlichung: 25. Mai 2018                           |
| 2018 | Zu dir A Lea                               | DE54 Gold · (21 Wo.)DE | — | — | Erstveröffentlichung: 22. Juni 2018 Verkäufe: + 200.000      |
| 2018 | Hier mit dir A Wincent Weiss               | DE60 Gold · (2 Wo.)DE | AT— GoldAT | CH45 (6 Wo.)CH | Erstveröffentlichung: 2. November 2018 Verkäufe: + 215.000   |
| 2024 | Welt A, P Lea                              | DE93 (1 Wo.)DE | — | — | Erstveröffentlichung: 8. März 2024                           |

Weitere Autorenbeteiligungen (A) und Produktionen (P)
- 2016: Jennifer Rostock – Hengstin A
- 2018: Heppner feat. Witt – Was bleibt? P
- 2020: Madeline Juno – Obsolet A, P
- 2020: Madeline Juno – Über Dich A, P
- 2021: Madeline Juno feat. Max Giesinger – Nur kurz glücklich A, P
- 2022: Madeline Juno – Vermisse gar nichts A, P
- 2024: Madeline Juno – Nicht ich A
- 2024: Madeline Juno – Version von mir A
- 2024: Madeline Juno – Was zu verlieren A